# Прапор Куровського
Місто Куровське Орєхово-Зуєвського району Московської області Росії має власну символіку – герб та прапор. Прапор Куровського було ухвалено 7 жовтня 1997 року

## Опис прапора
Прапор було розроблено за участі Союзу геральдистів Росії. Прапор являє собою полотнище з співвідношенням ширни до довжини 2:3 з зеленим зображенням поля прапора, у центрі прапора – головна фігура міського герба – двоярусна дзвіниця.